# Tantilla calamarina
Tantilla calamarina là một loài rắn trong họ Rắn nước. Loài này được Cope mô tả khoa học đầu tiên năm 1866.